# 1710
1710 (хиляда седемстотин и десета) година (MDCCX) е:
- обикновена година, започваща в неделя по юлианския календар;
- обикновена година, започваща в сряда по григорианския календар (с 11 дни напред за 18 век).

Тя е 1710-ата година от новата ера и след Христа, 710-ата от 2-ро хилядолетие и 10-ата от 18 век.

## Родени
- 4 януари – Джовани Батиста Перголези, италиански композитор († 1736 г.)
- 26 април – Томас Рийд, шотландски философ († 1796 г.)
- 28 май – Йохан II Бернули, швейцарски математик († 1790 г.)
- 22 ноември – Вилхелм Фридеман Бах, германски композитор († 1784 г.)

## Починали
- 7 юни – Луиза дьо Ла Валиер, метреса на Луи XIV (* 1644 г.)